# Leptura subhamata
Leptura subhamata là một loài bọ cánh cứng trong họ Cerambycidae.